# Nicolas Legat
Pour les articles homonymes, voir Legat.
Nicolas Legat (né Nicolaï Gustavovitch Legat, en russe : Николай Густавович Легат ; Moscou, 15 décembre 1869 (27 décembre dans le calendrier grégorien) - Londres, 24 janvier 1937) est un danseur, maître de ballet et chorégraphe russe.

## Biographie
Fils du danseur russe d'origine suédoise Gustave Legat (1837-1895), Nicolas danse au Théâtre Mariinsky et y est premier danseur de 1888 à 1914. Il est notamment le créateur du rôle masculin principal de Casse-noisette en 1892. Partenaire d'Anna Pavlova et de Tamara Karsavina, il danse dans les grandes pièces du répertoire classique comme Giselle, Le Lac des cygnes, La Belle au bois dormant, Don Quichotte et Raymonda.
Attaché à un certain académisme, il refuse les innovations de Michel Fokine et monte plusieurs ballets traditionnels, dont La Fée des poupées (1903).
Mais l'histoire le retiendra surtout comme professeur : il a compté parmi ses élèves Anna Pavlova, Michel Fokine, Vaslav Nijinski et Agrippina Vaganova. À Londres, où il émigre en 1922, il enseigne Ninette de Valois, Alicia Markova, Margot Fonteyn, Anton Dolin, Serge Lifar et Moira Shearer.
En 1925 et 1926, il est professeur pour les Ballets russes de Serge de Diaghilev.
Son frère cadet, Serge Legat (1875-1905) fut soliste du Théâtre Mariinsky.

## Galerie

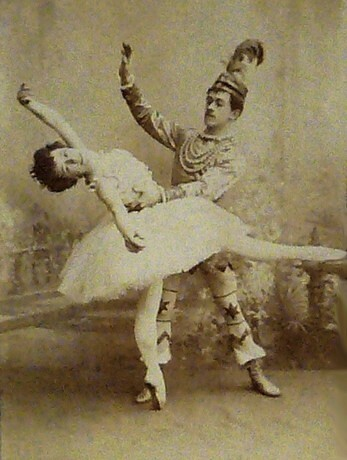
Casse-Noisette, Legat et Olga Preobrajenska, 1900 environ
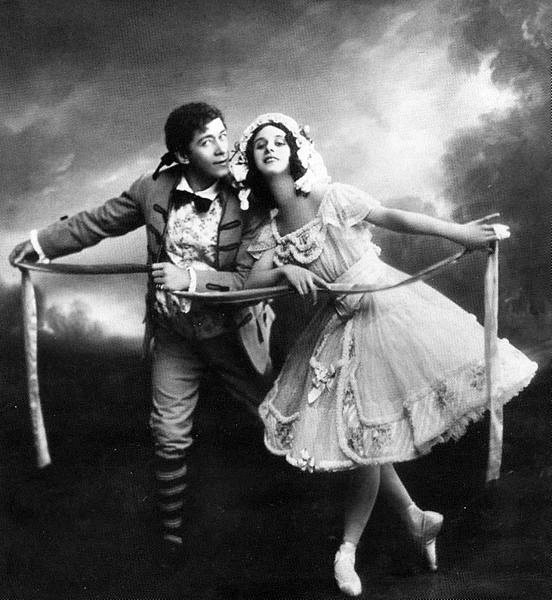
La Fille mal gardée, Legat et Anna Pavlova, 1910
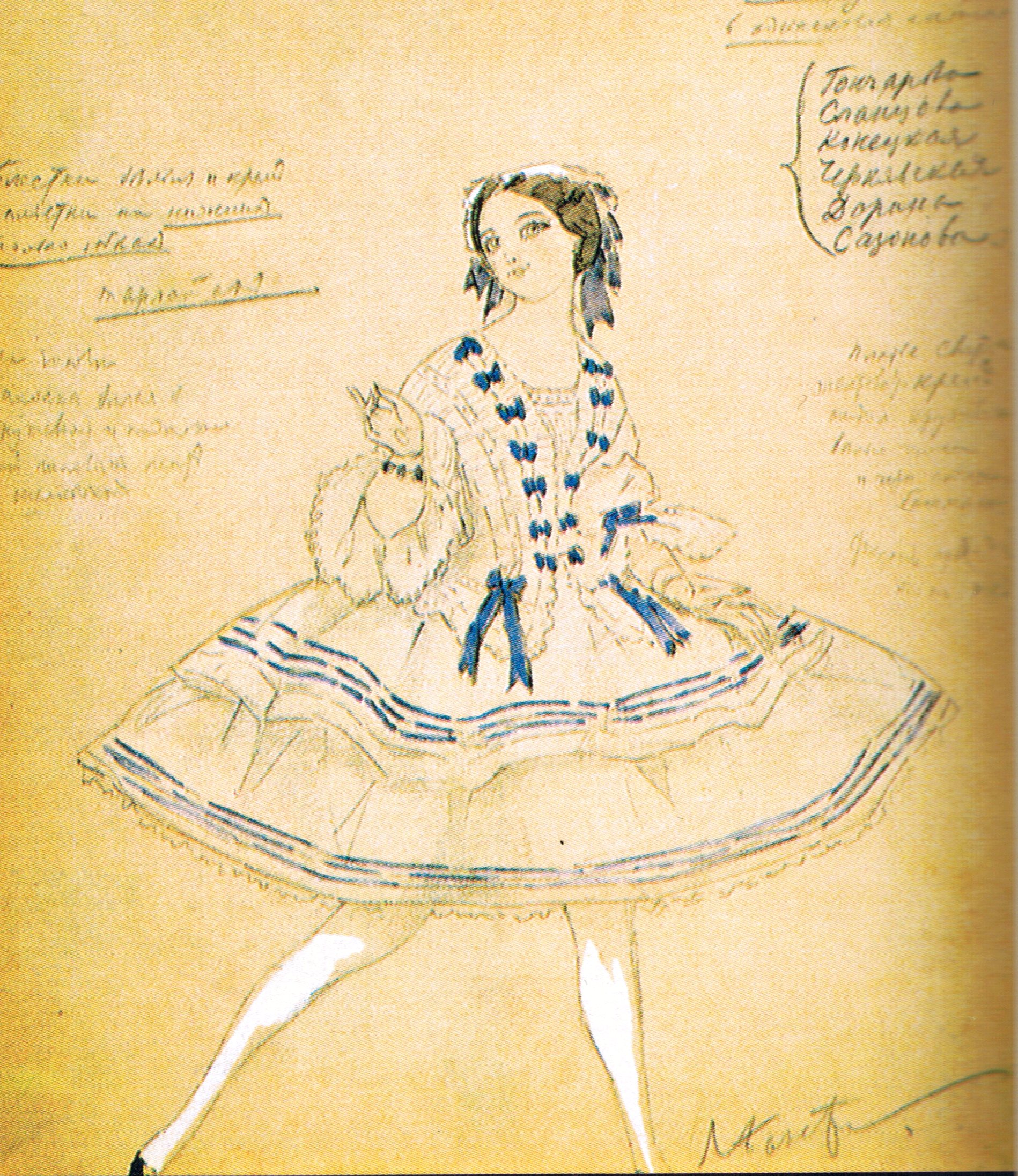
La Fée des poupées, 1903, costume de Léon Bakst